# سیارک ۱۳۱۵
سیارک ۱۳۱۵ (به انگلیسی: 1315 Bronislawa، نامگذاری:1933SF1) هزار و سیصد و پانزدهمین سیارک کشف شده‌است که در ۱۶ سپتامبر ۱۹۳۳ کشف شد.
قدر مطلق سیارک برابر ۹٫۸۰ است.